# Fosforribosil pirofosfato
El fosforribosil pirofosfato (PRPP) es un monosacárido perteneciente al grupo de las pentosas fosfato. Es sintetizado a partir de la ribosa 5-fosfato por medio de la enzima ribosa-fosfato difosfoquinasa y juega un papel crucial en la transferencia de grupos fosfato en diversas reacciones, como se muestra a continuación:
| Enzima                                       | Reactivo    | Producto |
| -------------------------------------------- | ----------- | -------- |
| Adenina fosforribosiltransferasa             | Adenina     | AMP      |
| Hipoxantina-guanina fosforribosiltransferasa | Guanina     | GMP      |
| Hipoxantina-guanina fosforribosiltransferasa | Hipoxantina | IMP      |
| Orotato fosforribosiltransferasa             | Orotato     | OMP      |
| Uracilo fosforribosiltransferasa             | Uracilo     | UMP      |

En la síntesis de novo o regeneración de las purinas, la enzima amidofosforribosiltransferasa cataliza la reacción de síntesis de fosforribosilamina a partir del PRPP.